# Privas
Privas là tỉnh lỵ của tỉnh Ardèche, thuộc vùng hành chính Rhône-Alpes của nước Pháp, có dân số là 9170 người (thời điểm 1999).

## Các thành phố kết nghĩa
- Weilburg (Đức)
- Zevenaar (Hà Lan)
- Tortona (Ý)
- Wetherby (Anh)